# Arthur Hudgell
Arthur Hudgell (sinh ngày 28 tháng 12 năm 1920 – 2000) là một cầu thủ bóng đá người Anh từng thi đấu cho Sunderland và Crystal Palace ở vị trí hậu vệ biên. Hudgell thi đấu cho đội bóng không đấu giải Eton Manor trước khi kí hợp đồng với Crystal Palace năm 1937. Tuy nhiên, ông không có màn ra mắt nào cho đến khi câu lạc bộ thi đấu ở thời chiến và màn ra mắt của ông là tại mùa giải 1946–47. Ông có 25 trận quốc nội cho Crystal Palace và ghi một bàn thắng. Sunderland đem Hudgell về câu lạc bộ vào tháng 1 năm 1947, với mức giá 10.000 bảng Anh, một kỉ lục của hậu vệ biên, và ông có màn ra mắt ngày 1 tháng 2 năm 1947 trước Blackburn Rovers trong chiến thắng 2–1 tại Ewood Park. Ông giải nghệ vào tháng 5 năm 1956, sau khi thi đấu 260 trận cho Sunderland, không có bàn thắng nào.
Arthur Hudgell mất năm 2000.